# Јелица (планина)
Планина Јелица представља природну границу између Драгачева и чачанске котлине. Припада динарском систему планина и пружа се у правцу северозапад-југоисток у дужини од 30 km. Највиши врх је Црна стена (929 м), Вериње (874 м), Градина са познатим археолошким налазиштем (849 м), Рајачки вис (818 м) и Стјеник (789 м).